# Subdivisions du Brésil
Les subdivisions du Brésil existent à divers niveaux et critères de classification.
Selon sa Constitution, le Brésil est une fédération constituée par l'union indissoluble entre l'Union, ses états, le district fédéral et les municipalités.  Ces subdivisions possèdent une personnalité juridique de droit public interne étant autonomes entre elles, bien que non souveraines. Donc, elles jouissent de leur propre administration, propre gouvernement et organisation propre c'est-à-dire qu'elles élisent leurs leaders et leurs représentants politiques. Elles administrent leurs affaires publiques sans interférence des autres états de la fédération. Pour permettre l'auto administration, la constitution définit quels sont les tributs qui peuvent être collectés par chaque unité de la fédération et comment les sommes seront distribuées entre elles. Les états et les municipalités peuvent, au moyen de plébiscite, se diviser ou s'unir. Cependant la constitution ne leur donne pas le droit de devenir indépendants.

## Divisions politico-administratives
Selon des critères politico-administratifs, le Brésil possède des divisions autonomes et d'autres dépendants. Historiquement les divisions ne furent pas toujours les mêmes. Ainsi, le pays a été divisé en capitaineries, provinces, sesmarias,  vilas, cités, districts, comarques, paroisses et diocèses.
Parmi les subdivisions autonomes et qui ont une personnalité juridique, il y a :
- Unités fédératives - actuellement, le Brésil est divisé politiquement et administrativement en 27 unités fédératives soit 26 États et un district fédéral.
- Municipalités - les municipalités sont les plus petites unités politiques autonomes qui composent la fédération brésilienne. Les municipalités possèdent une préfecture et parfois des sous-préfectures.

Parmi les subdivisions politiques dépendantes, nous avons :
- Territoires fédéraux : bien que prévus dans la constitution, il n'y a actuellement aucun territoire fédéral.
- Districts d'état : ce sont des territoires d'état qui ne possèdent pas d'autonomie. Il n'y a que le District d'État de Fernando de Noronha qui entre dans cette catégorie. Il est lié à l'État de Pernambouc
- La station antarctique Commandant Ferraz : le Brésil montre une revendication territoriale semi-officielle d'une région du continent antarctique. En 1986, le pays établit une base sur le continent qui prit le nom de Comandante Ferraz et qui sert pour la recherche scientifique du continent. Les installations de la base peuvent héberger 46 personnes[2].
- Une zone économique exclusive appelée aussi Amazonie bleue ou eaux territoriales brésiliennes est une aire d'environ 3,5 millions de kilomètres carrés et pourrait être augmentée à 4,4 millions, vu les demandes brésiliennes devant la Commission des Limites des Nations unies qui propose de prolonger la plateforme continentale du Brésil de neuf cent mille kilomètres carrés de sol et sous-sol marins que le pays pourra exploiter[3].

À l'intérieur des municipalités, il y a aussi des divisions administratives. Les municipalités peuvent diviser administrativement leurs territoires en districts pouvant encore créer des sous-préfectures pour faciliter la gestion. Au Brésil, les quartiers (bairros) sont des aires urbaines dont le nom à une fonction de localisation sans fonction administrative spécifique. Certaines municipalités ont des définitions territoriales définies; pour d'autres la division est seulement basée sur des habitudes de la population.

## Divisions géographiques
Subdivisions sans personnalités juridiques, mais de caractère administratif, scientifique ou autre. Certaines sont définies par une loi (ou macro-régions). Les unités de la fédération sont groupées en cinq régions géographiques:Centre-ouest, Nordest, Nord, Sudest et Sud. Cette division a un caractère légal et a été proposée, dans sa première forme, par l'Institut Brésilien de Géographie et de Statistique (IBGE) en 1969. En plus de la proximité territoriale, l'IBGE a tenu compte des aspects naturels dans la division du pays comme le climat, le relief, la végétation et l'hydrographie ; pour cette raison, les régions sont aussi connues comme régions naturelles du Brésil. Les régions, même quand définies par la loi, ne possèdent pas de personnalité juridique propre et les citoyens n'en élisent pas de représentant. Il n'y a donc aucune autonomie politique des régions brésiliennes comme il y en a dans d'autres pays.
- Région géographique immédiate. Division créée par l'IBGE en 2017 en substitution aux anciennes microrégions. C'est un agglomérat de municipalités reliées par des dépendances et des déplacements de population à la recherche de biens, prestations de service et travail.
- Région géographique intermédiaire. Division créée par l'IBGE en 2017 en substitution aux anciennes mesorégions. Elle couvre un agglomérat de régions géographiques immédiates ayant pour base une ou plus de métropoles, capitales régionales et/ou centres urbains représentatifs dans l'ensemble[4].

De 1989 à 2017, L'IBGE utilisait une autre régionalisation au niveau inférieur des états; c'était les mésorégions et les microrégions.

## Divisions hydrographiques
Les régions hydrographiques du Brésil sont définies par le Conseil Nacional des ressources hydriques (CNRH). Jusqu'à 2003, le territoire était divisé en sept régions hydrographiques, mais cette année, le Brésil fut divisé en douze régions[18]. À la différence des bassins hydrographiques qui peuvent dépasser les frontières, les régions hydrographiques comme établi par la législation sont limitées à l'espace territorial des vingt sept unités fédératives.